# Laurențiu Damian
Laurențiu Damian (n. 25 ianuarie 1956, Giurgiu, România) este un regizor și scenarist român, profesor universitar doctor la Universitatea Națională de Artă Teatrală și Cinematografică I.L. Caragiale din București și președintele Uniunii Cineaștilor din România

## Biografie
Laurențiu Damian a absolvit Universitatea de Artă Teatrală și Cinematografică „I.L Caragiale”, Secția Scenaristică și Regie, cu nota 10. A făcut cursuri de specializare în filme documentare și de televizune atât în țară, cât și în străinătate. În 2003 a devenit Doctor Magna cum laude în Cinematografie și Media. Este profesor universitar doctor al UNATC și membru din 1990 al Senatului UNATC.
A fost vicerector al Universității de Artă Teatrală și Cinematografică I.L. Caragiale - București, în perioada 1999-2007. În 2005 a ocupat funcția de secretar general al Uniunii Cineaștilor Români. De asemenea, este și membru de onoare al Cinematecii Italiene din Milano, cât și membru al UPFAR si UARF.
Autor a peste 600 de articole apărute în reviste de specialitate pe teme de istorie și estetică cinematografică, Laurențiu Damian a publicat cărțile Elisabeta Bostan - unde ești copilărie? și Despre documentare... și chiar mai mult. A regizat peste 100 de filme documentare, filme de ficțiune de scurt și lung metraj, filme experimentale, pentru care a primit premii valoroase. Printre filmele care l-au consacrat se numără: Constantin Brâncuși. Coloana sa - lecția despre infinit (premiu Montreal), Onisim Colta - Joc, iluzie, transparență și mântuire, filmul cu care Laurențiu Damian a fost prezent la Montréal, în cadrul FIFA, și este al doilea episod din trilogia Geometria iluziei, alături de Evadarea din trup și de Starea de veghe, Drumul Câinilor și Rămînerea (1991), Faust. Drumul clipei, Iulian Mihu. Despre el așa cum a fost. Despre noi așa cum suntem.
Laurențiu Damian a prezentat emisiunea Filmul Românesc - generații, poetici, autori pe TVR Cultural, o emisiune dedicată filmului românesc. „Vinerea” filmului a devenit astfel un mod de a rememora importante creații din istoria cinematografului nostru.

## Filmografie

### Regizor

#### Filme de cinema
- Imposibila iubire (1984) - asistent de regie
- Rămînerea (1991)
- Drumul câinilor (1991)

#### Filme documentare
- Dezrădăcinare (1978)
- Ciné-verité (1980)
- Pregătiri pentru un picnic (1981)
- Pe unde am fost și am colindat (1982)
- Fals tratat de intimitate (1985)
- Scrisoarea Mariei Tănase (1986)
- Maria Tănase (1986) - film interzis de cenzură timp de 4 ani, premiu UCIN, premiu pentru cel mai bun film documentar la Festivalul filmului de la Costinești - 1990
- Cota zero (1987)
- Cântecul Oltului în timp ce străbate lumea (1989)
- Palatul Cotroceni (1991)
- Castelul Peleș (1991)
- Oare Dumnezeu a suspinat omenește? (1992)
- Eminescu, truda întru cuvânt (1993)
- Imaginea României față în față cu imaginea României (1994)
- Arta dictaturii și dictatura artei (1994)
- Eminescu, trudă întru cuvânt (1996)
- Licitație cu suflete (1997)
- Bitzan - în labirint (1997)
- Portret de grup în interior - Sorin Ilfoveanu (1998)
- Atâta liniște-i în jur (1999)
- Autoportret pe o frunză de toamnă - Ion Țuculescu (1999)
- Primul sigiliu al Romei - podul lui Apolodor din Damasc de la Drobeta Turnu Severin (1999)
- Constantin Brâncuși. Coloana sau Lecția despre infinit (2001)
- Joc, iluzie, transparență și mântuirem Colta) (2002)
- Călușarii (2002)
- 6 personaje în căutarea sine-lui (2003)
- Evadarea din trup Frențiu) (2004)
- Momente de referință ale documentarului românesc (2004)
- Faust - Drumul clipei (2008)
- Despre IULIAN MIHU, așa cum a fost; Despre NOI, așa cum suntem (2009)
- Lecții de teatru...lecții de viață - Sanda Manu (2010)
- Corpus (2011)
- Călușul (2011)
- Într-o furtună - Silviu Purcărete (2012)
- Insula (2012)
- În culise (Silviu Purcărete) (2012)
- Inima mea de lut... Ion Nicodim (2013)
- Horea Paștina - Starea lucrurilor (2013)
- Madrigal în constelația UNESCO (2014)
- Muzeon - Ștefan Râmniceanu (2015)